# Michelle Burke
Michelle Rene Burke, auch Michelle Rene Thomas, geboren als Michelle Gray (* 30. November 1970 in Defiance, Ohio) ist eine US-amerikanische Schauspielerin.

## Leben
Burke ist seit Anfang der 1990er-Jahre als Schauspielerin in Hollywood tätig. Ihre ersten bedeutenderen Filmrollen spielte sie 1993 als Conehead-Tochter Conny in Steve Barrons Komödie Die Coneheads und als Schülerin Jodi Kramer in Richard Linklaters Coming-of-Age-Film Confusion – Sommer der Ausgeflippten. Diese blieben allerdings zugleich ihre wohl bekanntesten Rollen. Im Verlaufe der 1990er-Jahre spielte sie zusehends in Fernsehproduktionen, so als Claudia in der zweiteiligen Mario-Puzo-Verfilmung The Last Don (1997/1998) und als Schulleiterin Jo March in der kurzlebigen Serie Little Men (1998–1999) nach dem gleichnamigen Roman von Louisa May Alcott. Im 21. Jahrhundert stand Burke seltener vor der Kamera, sie spielte in mehreren Fernsehserien und kleineren Kinofilmen.
Michelle Burke ist seit 1995 verheiratet mit Scott Thomas, dem Sänger und Songwriter der Band Ringside. Mit ihm hat sie drei Kinder. Seit ihrer Ehe mit Thomas wurde sie in Filmen mehrfach auch als Michelle Rene Thomas im Abspann erwähnt.

## Filmografie (Auswahl)
- 1991: Edge of Tolerance
- 1993: Confusion – Sommer der Ausgeflippten (Dazed and Confused)
- 1993: Die Coneheads (Coneheads)
- 1994: Die Indianer von Cleveland II (Major League II)
- 1995: Story Stripper – Schmutzige Zeilen (The Last Word)
- 1995/2001: Diagnose: Mord (Diagnosis: Murder; Fernsehserie, 2 Folgen)
- 1996: Sliders – Das Tor in eine fremde Dimension (Sliders; Fernsehserie, Folge Dragonslide)
- 1996: The Palmer Files: Herren der Apokalypse (Midnight in Saint Petersburg, Fernsehfilm)
- 1997: The Last Don (Fernseh-Miniserie, 2 Folgen)
- 1998: The Last Don II (Fernseh-Miniserie, 2 Folgen)
- 1998: Tote lügen nicht (Scattering Dad, Fernsehfilm)
- 1998–1999: Little Man (Fernsehserie, 26 Folgen)
- 2002: Lady Cops – Knallhart weiblich (The Division; Fernsehserie, Folge Hide and Seek)
- 2011: Criminal Minds: Team Red (Criminal Minds: Suspect Behavior; Fernsehserie, Folge One Shot Kill)
- 2012: LOL (LOL – Laughing Out Loud)
- 2018: The Final Wish
- 2019: 2nd Chance for Christmas